# Meselech Melkamu
Meselech Melkamu (ur. 27 kwietnia 1985 w Debre Markos) – etiopska lekkoatletka specjalizująca się w biegach na długich dystansach.

## Osiągnięcia
- 14 medali mistrzostw świata w biegach przełajowych :
  - Saint-Étienne 2005 – 2 złote medale w drużynie (na krótkim oraz długim dystansie)
  - Fukuoka 2006 – długi dystans: złoto w drużynie oraz brąz indywidualnie, krótki dystans: złoto w drużynie oraz brąz indywidualnie
  - Mombasa 2007 - złoto drużynowo oraz brąz indywidualnie
  - Edynburg 2008 - złoto w drużynie
  - Amman 2009 - srebro drużynowo i brąz indywidualnie
  - Bydgoszcz 2010 - srebro drużynowo i brąz indywidualnie
  - Punta Umbría 2011 – srebro drużynowo
- złoty medal mistrzostw świata juniorów (bieg na 5000 m, Grosseto 2004)
- srebrny medal igrzysk afrykańskich (bieg na 5000 m, Algier 2007)
- brąz halowych mistrzostw świata (bieg na 3000 m, Walencja 2008)
- złoty medal mistrzostw Afryki (bieg na 5000 m, Addis Abeba 2008)
- 8. miejsce podczas igrzysk olimpijskich (bieg na 5000 m, Pekin 2008)
- 3. miejsce na Światowym Finale IAAF (bieg na 5000 m, Stuttgart 2008)
- srebrny medal mistrzostw świata (bieg na 10 000 m, Berlin 2009)
- srebro w biegu na 10 000 metrów podczas mistrzostw Afryki w Nairobi (2010)

## Rekordy życiowe
- bieg na 5000 metrów – 14:31,91 (2010)
- bieg na 10 000 metrów – 29:53,80 (2009) były rekord Afryki, 10. wynik w historii światowej lekkoatletyki
- półmaraton – 1:08:05 (2013)
- bieg maratoński – 2:21:01 (2012)
- bieg na 3000 metrów (hala) – 8:23,74 (2007) 2. rezultat w historii światowej lekkoatletyki